# هنري ديفيد لوبيز
هنري ديفيد لوبيز (بالإسبانية: Henry López) (8 أغسطس 1992 بغواتيمالا في غواتيمالا - ) هو لاعب كرة قدم غواتيمالي في مركز الهجوم. شارك مع منتخب غواتيمالا تحت 20 سنة لكرة القدم ومنتخب غواتيمالا لكرة القدم. أما مع النوادي، فقد لعب مع نادي كاراكاس ونيويورك كوسموس وميونيسيبال وNew York Cosmos (2013–2020) ‏ ونادي نوروستي الرياضي وكوبان إمبيريال.

## وصلات خارجية
- هنري ديفيد لوبيز على موقع الاتحاد الدولي (مؤرشف)  (الإنجليزية)
- هنري ديفيد لوبيز على موقع قاعدة بيانات كرة القدم.إي يو (الإنجليزية)
- هنري ديفيد لوبيز على موقع ناشيونال فوتبول تيمز (الإنجليزية)
- هنري ديفيد لوبيز على موقع Soccerway.com (الإنجليزية)